# Bundestagswahl 1990
- PDS: 17
- SPD: 239
- Bü90: 8
- CDU/CSU: 319
- FDP: 79

- Regierung: 398
- Opposition: 264

Die Bundestagswahl 1990 fand am 2. Dezember 1990 statt. Dabei handelte es sich um einen turnusmäßigen Termin nach der Bundestagswahl 1987 am 25. Januar 1987. Die Wahl zum 12. Deutschen Bundestag stand ganz im Zeichen der am 3. Oktober 1990 erreichten deutschen Wiedervereinigung und war somit auch die erste Bundestagswahl in den ostdeutschen Bundesländern einschließlich Berlins. 
Die Unionsparteien konnten ihr Ergebnis in Westdeutschland halten und in den ostdeutschen Bundesländern ähnlich gute Werte von über 40 % erzielen. Die SPD verlor leicht, was auch in ihren deutlich schwächeren Ergebnissen in den ostdeutschen Bundesländern begründet lag. Die FDP ging mit einem zweistelligen Ergebnis gestärkt aus der Wahl hervor, während die westdeutschen Grünen sowohl bundesweit als auch nur im westdeutschen Wahlgebiet unter die Fünf-Prozent-Hürde fielen. Im ostdeutschen Wahlgebiet schafften es Bündnis 90 und die PDS, Mandate für den Bundestag zu gewinnen.
Die Konstituierende Sitzung fand am 20. Dezember 1990 im Reichstagsgebäude in Berlin statt. Die regierende schwarz-gelbe Koalition unter Helmut Kohl ging dank der Gewinne der FDP und des Ausscheidens der Grünen gestärkt aus der Wahl hervor und wurde mit dem Kabinett Kohl IV fortgesetzt.

## Hintergrund

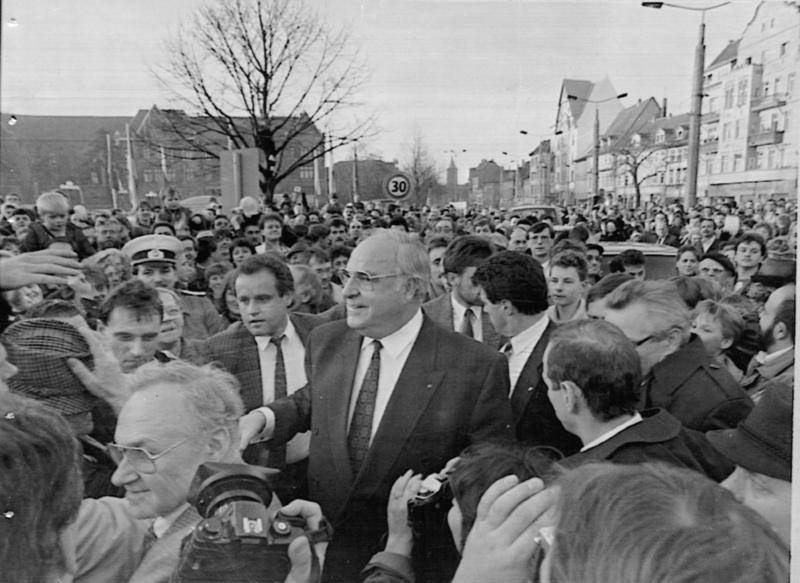
Bundeskanzler Helmut Kohl, Kandidat von CDU/CSU, im Wahlkampf in Erfurt

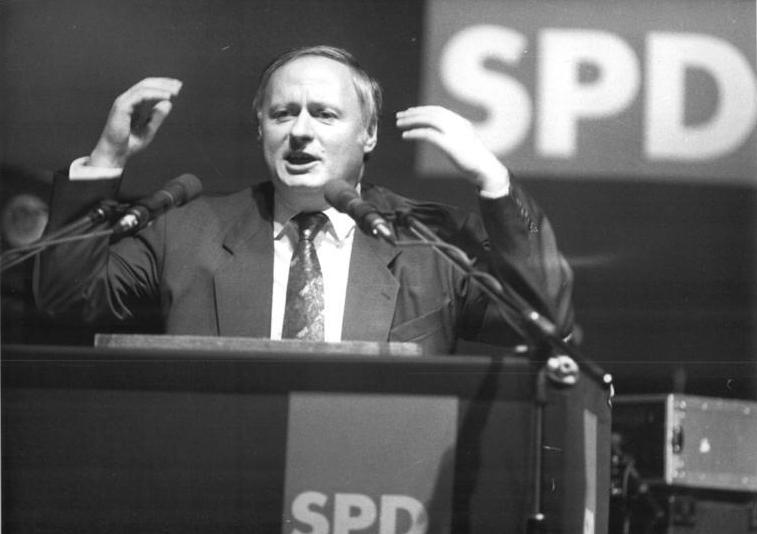
SPD-Kandidat Oskar Lafontaine bei einer Wahlkundgebung in Dessau

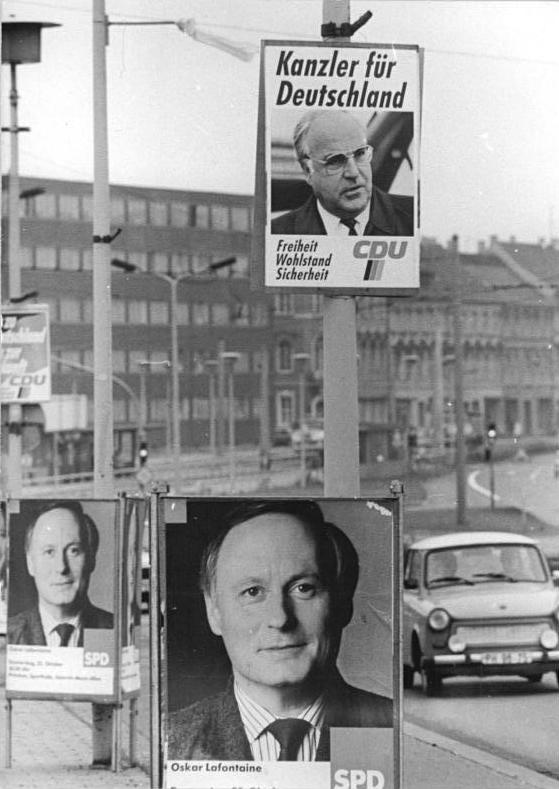
Wahlwerbung vor der Wahl in Potsdam

Als Bundeskanzler hatte Helmut Kohl, zum vierten Male Spitzenkandidat der Union, maßgeblichen Anteil am Zustandekommen der staatlichen Einigung Deutschlands in den Monaten zuvor gehabt. Er konnte daher mit einem erheblichen Amtsbonus in die Wahlentscheidung gehen.
Hauptstreitpunkt zwischen ihm und dem SPD-Kanzlerkandidaten, dem saarländischen Ministerpräsidenten und SPD-Vize Oskar Lafontaine, war die Frage der Finanzierung der Deutschen Einheit.
Während Kohl Steuererhöhungen ablehnte, nannte Lafontaine diese unausweichlich. Aus dem damaligen Wahlkampf stammt auch Kohls bekannt gewordene Aussage:

„Durch eine gemeinsame Anstrengung wird es uns gelingen, Mecklenburg-Vorpommern und Sachsen-Anhalt, Brandenburg, Sachsen und Thüringen schon bald wieder in blühende Landschaften zu verwandeln, in denen es sich zu leben und zu arbeiten lohnt.“

### Wahltermin
Nach der damaligen Fassung des Artikel Art. 39 des Grundgesetzes musste die Neuwahl des Bundestages frühestens 45, spätestens 47 Monate nach dem Zusammentritt des Bundestages stattfinden. Der 11. Deutsche Bundestag war am 18. Februar 1987 zusammengetreten. Demzufolge konnte die Wahl, die an einem Sonn- oder Feiertag stattfinden musste (§ 16 Bundeswahlgesetz), frühestens am 18. November 1990 und spätestens am 12. Januar 1991 durchgeführt werden. Um den Wahlkampf nicht während der Adventszeit zu führen, wurde ein relativ früher Termin gewählt.

## Besonderheiten
Neben den Bürgern der ehemaligen DDR waren erstmals auch die West-Berliner wahlberechtigt. Die gesetzliche Mitgliederzahl des Bundestages wurde auf 656 Abgeordnete erhöht.
Die alten (inklusive West-Berlin) und die neuen Bundesländer (inklusive Ost-Berlin) bildeten jeweils ein Wahlgebiet. Um in den Bundestag einzuziehen, genügte es, in einem der beiden Wahlgebiete die Fünf-Prozent-Hürde zu überspringen. Infolge dieser Sonderregelung gelang der PDS der Einzug in den Bundestag, obwohl die Partei bundesweit die fünf Prozent deutlich verfehlte. Die Mandatsberechnung und -verteilung auf die Landeslisten erfolgte jedoch auf gesamtdeutscher Ebene, sodass eine PDS-Abgeordnete aus Nordrhein-Westfalen (Ulla Jelpke) in den Bundestag einzog.
Im Gegensatz dazu verfehlten die unabhängig angetretenen West-Grünen, die sich als einzige relevante Partei nicht vor der Wahl mit ihrem ostdeutschen Gegenüber vereinigt hatten, mit 4,8 % im Wahlgebiet Westdeutschland den Einzug in den Bundestag. Zusammengezählt hätten die westdeutschen Grünen und die ostdeutsche Listenvereinigung Bündnis 90/Grüne, bestehend aus den Bürgerbewegungen des Bündnis 90, der Grünen Partei in der DDR und weiteren Gruppierungen wie dem Unabhängigen Frauenverband, ein gesamtdeutsches Ergebnis von 5,1 % erzielt und unabhängig von dessen Höhe durch das hinreichende Ergebnis des Ostbündnisses in beiden Landesteilen Mandate erhalten. Da beide Parteien jedoch getrennt voneinander antraten, resultierten die Stimmen der ostdeutschen Bündnis 90/Grüne (6,2 % im Wahlgebiet Ost) anders als bei der PDS nicht in Mandaten für die an der Sperrklausel gescheiterten Westdeutschen. Die Grüne Partei in der DDR, die zwei der acht Bundestagsabgeordneten der Listenvereinigung stellte, fusionierte am Tag nach der Bundestagswahl, dem 3. Dezember 1990, mit den westdeutschen Grünen. Mit den noch parteilosen Vertretern von Bündnis 90 bildete man eine gemeinsame Gruppe, die endgültige Fusion zur bis heute bestehenden Partei erfolgte jedoch erst 1993.
Es war die bislang letzte Bundestagswahl (Stand 2025), bei der die FDP ein Direktmandat gewinnen konnte.

## Ergebnis

Erststimmenmehrheiten in den Wahlkreisen:

### Überblick
Zum wiederholten Male konnten die Unionsparteien (CDU und CSU) die meisten Stimmen und somit Sitze bei der Bundestagswahl erringen. Die CDU allein errang die meisten Stimmen und lag trotz des Nichtantretens in Bayern insgesamt vor der SPD. Zuletzt war ihr dies bei der Bundestagswahl 1957 gelungen. Im westdeutschen Wahlgebiet kam sie auf 44,3 % der Zweitstimmen. Ihr Ergebnis in den ostdeutschen Bundesländern, in denen zum ersten Mal eine Bundestagswahl stattfand, lag mit 41,8 % nur leicht darunter. Im Bereich der Direktmandate blieb ihre Bilanz in Westdeutschland stabil, während sie in 68 der 80 neuen ostdeutschen Wahlkreise das Direktmandat gewinnen konnte.
Die Sozialdemokratische Partei Deutschlands erreichte im bundesweiten Schnitt 33,5 % der Zweitstimmen. In Westdeutschland erzielte sie mit 35,7 % das schlechteste Ergebnis seit 1957. Ihr Ergebnis lag im Osten noch darunter. In Mecklenburg-Vorpommern, Sachsen-Anhalt, Thüringen und Sachsen erreichte sie ihre schlechtesten Ergebnisse und verpasste in Sachsen mit 18,2 % sogar die 20-Prozent-Marke, während die CDU dort fast die absolute Mehrheit der Zweitstimmen erhielt. Einzig in Brandenburg und Berlin konnte sie mit Werten über 30 % Fuß fassen.
Die Freie Demokratische Partei konnte als einzige der bislang im Bundestag vertretenen Parteien Gewinne erzielen. Neben einem zweistelligen Ergebnis im westdeutschen Wahlgebiet schnitt sie in den ostdeutschen Bundesländern noch besser ab. In Sachsen-Anhalt erreichte sie 19,7 % der Zweitstimmen und erstmals seit 1957 ein Direktmandat (Uwe Lühr im Wahlkreis Halle-Altstadt). Dies war vor allem den Wahlkampfauftritten des damaligen Außenministers Hans-Dietrich Genscher, der aus Halle stammte, zuzuschreiben.
Die Grünen traten im Gegensatz zu den anderen Parteien nur im westdeutschen Wahlgebiet an. Sie gingen mit dem Slogan „Alle reden von Deutschland. Wir reden vom Wetter“ in den Wahlkampf und verfehlten im Westen mit 4,8 % die Fünf-Prozent-Hürde. Das Bündnis 90 hingegen erreichte im ostdeutschen Wahlgebiet rund 6 Prozent der Stimmen und gewann so acht Listenmandate. Da Grüne und Bündnis 90 keine Verbindung miteinander eingegangen waren, waren die Grünen im 12. Deutschen Bundestag nicht vertreten.
Die aus der SED hervorgegangene Partei des Demokratischen Sozialismus erreichte im ostdeutschen Wahlgebiet nur knapp 11 % der Zweitstimmen. Dies bedeutete einen deutlichen Rückgang im Vergleich zur Volkskammerwahl Anfang des Jahres. Im Wahlkreis Berlin-Marzahn – Hellersdorf gelang Gregor Gysi der Gewinn des Direktmandats. Im westdeutschen Wahlgebiet gehörte die Partei mit einem Ergebnis von 0,3 % zu den Kleinstparteien. 
Von den kleineren Parteien schafften nur die Republikaner ein Ergebnis von mehr als einem Prozent der Zweitstimmen. Insbesondere in Bayern, wo sie 4,97 % der Zweitstimmen erhielten, und in Baden-Württemberg mit 3,2 % lagen ihre Hochburgen. Die Deutsche Soziale Union erzielte in Sachsen und Thüringen ein Ergebnis von über 1 %. Dies gelang auch der Partei Die Grauen – Graue Panther in Bremen, Hamburg und Sachsen. Die Ökologisch-Demokratische Partei erhielt ihr bestes Ergebnis mit 1,2 % in Bayern.
Die Wahlbeteiligung war mit 77,8 % auf ein historisches Tief gefallen. Im westdeutschen Wahlgebiet lag die Wahlbeteiligung bis dahin nur bei der Wahl 1949 niedriger. Im ostdeutschen Wahlgebiet war die Wahlbeteiligung um rund vier Prozentpunkte tiefer. Der Briefwahlanteil bei dieser Bundestagswahl betrug 9,4 %.

### Gesamtergebnis
| Listen                       | Listen                                                                     | Erststimmen | Erststimmen | Erststimmen | Zweitstimmen | Zweitstimmen | Zweitstimmen | Mandate Gesamt |
| Listen                       | Listen                                                                     | Stimmen     | %           | Mandate     | Stimmen      | %            | Mandate      | Mandate Gesamt |
| ---------------------------- | -------------------------------------------------------------------------- | ----------- | ----------- | ----------- | ------------ | ------------ | ------------ | -------------- |
|                              | Christlich Demokratische Union Deutschlands (CDU)                          | 17.707.574  | 38,3        | 192         | 17.055.116   | 36,7         | 76           | 268 (6)        |
|                              | Sozialdemokratische Partei Deutschlands (SPD)                              | 16.279.980  | 35,2        | 91          | 15.545.366   | 33,5         | 148          | 239            |
|                              | Freie Demokratische Partei (FDP)                                           | 3.595.135   | 7,8         | 1           | 5.123.233    | 11,0         | 78           | 79             |
|                              | Christlich-Soziale Union in Bayern (CSU)                                   | 3.423.904   | 7,4         | 43          | 3.302.980    | 7,1          | 8            | 51             |
|                              | Die Grünen (GRÜNE)                                                         | 2.037.885   | 4,4         | –           | 1.788.200    | 3,8          | –            | –              |
|                              | Partei des Demokratischen Sozialismus (PDS)                                | 1.049.245   | 2,3         | 1           | 1.129.578    | 2,4          | 16           | 17             |
|                              | Die Republikaner (REP)                                                     | 767.652     | 1,7         | –           | 987.269      | 2,1          | –            | –              |
|                              | Bündnis 90/Grüne – Bürgerbewegungen (B90/Gr) (*)                           | 552.027     | 1,2         | –           | 559.207      | 1,2          | 8            | 8              |
|                              | Die Grauen – Graue Panther (GRAUE)                                         | 218.412     | 0,5         | –           | 385.910      | 0,8          | –            | –              |
|                              | Ökologisch-Demokratische Partei (ÖDP)                                      | 243.469     | 0,5         | –           | 205.206      | 0,4          | –            | –              |
|                              | Nationaldemokratische Partei Deutschlands (NPD)                            | 190.105     | 0,4         | –           | 145.776      | 0,3          | –            | –              |
|                              | Deutsche Soziale Union (DSU)                                               | 131.747     | 0,3         | –           | 89.008       | 0,2          | –            | –              |
|                              | Christliche Liga – Die Partei für das Leben (LIGA)                         | 8.667       | 0,0         | –           | 39.640       | 0,1          | –            | –              |
|                              | Christliche Mitte (CM)                                                     | 9.824       | 0,0         | –           | 36.446       | 0,1          | –            | –              |
|                              | Bayernpartei (BP)                                                          | 10.836      | 0,0         | –           | 31.315       | 0,1          | –            | –              |
|                              | Frauenpartei (FRAUEN)                                                      | 1.433       | 0,0         | –           | 12.077       | 0,0          | –            | –              |
|                              | Patrioten für Deutschland (Patrioten)                                      | 746         | 0,0         | –           | 4.687        | 0,0          | –            | –              |
|                              | Deutsche Solidarität – Union für Umwelt und Lebensschutz (ÖKO-UNION)       | 1.106       | 0,0         | –           | 4.661        | 0,0          | –            | –              |
|                              | Vereinigung der Arbeitskreise für Arbeitnehmerpolitik und Demokratie (VAA) | 704         | 0,0         | –           | 4.530        | 0,0          | –            | –              |
|                              | Kommunistische Partei Deutschlands (Ost) (KPD)                             | –           | –           | –           | 1.630        | 0,0          | –            | –              |
|                              | Spartakist-Arbeiterpartei Deutschlands (SpAD)                              | 124         | 0,0         | –           | 1.610        | 0,0          | –            | –              |
|                              | Bund der Deutschen Demokraten (DDD)                                        | 474         | 0,0         | –           | 1.009        | 0,0          | –            | –              |
|                              | Bund Sozialistischer Arbeiter (BSA)                                        | 214         | 0,0         | –           | 826          | 0,0          | –            | –              |
|                              | Die Mündigen Bürger (Mündige Bürger)                                       | 72          | 0,0         | –           | 492          | 0,0          | –            | –              |
|                              | Europäische Föderalistische Partei (EFP)                                   | 266         | 0,0         | –           | –            | –            | –            | –              |
|                              | Wählergruppen/Einzelbewerber                                               | 43.324      | 0,1         | –           | –            | –            | –            | –              |
| Gesamt                       | Gesamt                                                                     | 46.274.925  | 100         | 328         | 46.455.772   | 100          | 334          | 662 (6)        |
|                              |                                                                            |             |             |             |              |              |              |                |
| Ungültige Stimmen            | Ungültige Stimmen                                                          | 720.990     | 1,5         |             | 540.143      | 1,1          |              |                |
| Wähler                       | Wähler                                                                     | 46.995.915  | 77,8        |             | 46.995.915   | 77,8         |              |                |
| Wahlberechtigte              | Wahlberechtigte                                                            | 60.436.560  |             |             | 60.436.560   |              |              |                |
|                              |                                                                            |             |             |             |              |              |              |                |
| Quelle: Der Bundeswahlleiter |                                                                            |             |             |             |              |              |              |                |

In Klammern: Überhangmandate.

### Ergebnisse in den Bundesländern
| Bundesland / Region         | Wahl- berechtigte | Wähler     | Wahl- beteiligung | CDU/CSU | CDU/CSU | SPD  | SPD   | FDP  | FDP   | Grüne | Grüne | PDS  | PDS   | REP  | REP   | Bü90 | Bü90  |
| Bundesland / Region         | Wahl- berechtigte | Wähler     | Wahl- beteiligung | Erst    | Zweit   | Erst | Zweit | Erst | Zweit | Erst  | Zweit | Erst | Zweit | Erst | Zweit | Erst | Zweit |
| --------------------------- | ----------------- | ---------- | ----------------- | ------- | ------- | ---- | ----- | ---- | ----- | ----- | ----- | ---- | ----- | ---- | ----- | ---- | ----- |
| Schleswig-Holstein          | 02.085.858        | 01.639.537 | 78,6              | 46,1    | 43,5    | 41,2 | 38,5  | 06,8 | 11,4  | 4,1   | 4,0   | —    | 00,3  | 1,2  | 1,2   | —    | —     |
| Hamburg                     | 01.263.637        | 00.988.556 | 78,2              | 38,9    | 36,6    | 43,8 | 41,0  | 07,3 | 12,0  | 6,2   | 5,8   | —    | 01,1  | 1,8  | 1,7   | —    | —     |
| Niedersachsen               | 05.760.382        | 04.640.203 | 80,6              | 46,2    | 44,3    | 40,7 | 38,4  | 06,4 | 10,3  | 4,8   | 4,5   | —    | 00,3  | 0,8  | 1,0   | —    | —     |
| Bremen                      | 00.523.471        | 00.400.467 | 76,5              | 32,2    | 30,9    | 44,3 | 42,5  | 09,1 | 12,8  | 9,5   | 8,3   | —    | 01,1  | 2,2  | 2,1   | —    | —     |
| Nordrhein-Westfalen         | 13.098.236        | 10.310.531 | 78,7              | 42,4    | 40,5    | 43,2 | 41,1  | 06,8 | 11,0  | 5,1   | 4,3   | —    | 00,3  | 1,1  | 1,3   | —    | —     |
| Hessen                      | 04.294.116        | 03.484.107 | 81,1              | 43,9    | 41,3    | 40,6 | 38,0  | 06,8 | 10,9  | 5,8   | 5,6   | —    | 00,4  | 1,3  | 2,1   | —    | —     |
| Rheinland-Pfalz             | 02.935.588        | 02.397.054 | 81,7              | 46,7    | 45,6    | 38,3 | 36,1  | 07,2 | 10,4  | 4,9   | 4,0   | —    | 00,2  | 1,6  | 1,7   | —    | —     |
| Baden-Württemberg           | 07.121.831        | 05.515.393 | 77,4              | 49,2    | 46,5    | 30,3 | 29,1  | 08,0 | 12,3  | 6,8   | 5,7   | —    | 00,3  | 3,0  | 3,2   | —    | —     |
| Bayern                      | 08.623.570        | 06.419.744 | 74,4              | 54,0    | 51,9    | 27,6 | 26,7  | 06,0 | 08,7  | 5,4   | 4,6   | 00,0 | 00,2  | 4,4  | 5,0   | —    | —     |
| Saarland                    | 00.848.363        | 00.721.699 | 85,1              | 38,9    | 38,1    | 51,7 | 51,2  | 04,8 | 06,0  | 2,7   | 2,3   | —    | 00,2  | —    | 0,9   | —    | —     |
| Berlin                      | 02.537.310        | 02.043.894 | 80,6              | 40,5    | 39,4    | 33,1 | 30,6  | 07,6 | 09,1  | 4,2   | 3,9   | 10,0 | 09,7  | 2,5  | 2,5   | 0,5  | 3,3   |
| Mecklenburg-Vorpommern      | 01.432.336        | 01.015.043 | 70,9              | 43,5    | 41,2    | 30,8 | 26,5  | 10,2 | 09,1  | —     | —     | 14,1 | 14,2  | —    | 1,4   | 0,7  | 5,9   |
| Brandenburg                 | 01.956.684        | 01.444.148 | 73,8              | 36,7    | 36,3    | 34,2 | 32,9  | 08,8 | 09,7  | —     | —     | 11,8 | 11,0  | —    | 1,7   | 7,5  | 6,6   |
| Sachsen-Anhalt              | 02.237.790        | 01.615.723 | 72,2              | 39,4    | 38,6    | 25,2 | 24,7  | 17,6 | 19,7  | —     | —     | 10,0 | 09,4  | —    | 1,0   | 6,6  | 5,3   |
| Thüringen                   | 02.009.711        | 01.534.654 | 76,4              | 45,9    | 45,2    | 22,2 | 21,9  | 13,0 | 14,6  | —     | —     | 08,8 | 08,3  | 0,2  | 1,2   | 6,8  | 6,1   |
| Sachsen                     | 03.707.677        | 02.825.162 | 76,2              | 50,5    | 49,5    | 18,2 | 18,2  | 10,6 | 12,4  | —     | —     | 09,2 | 09,0  | 0,1  | 1,2   | 8,0  | 5,9   |
|                             |                   |            |                   |         |         |      |       |      |       |       |       |      |       |      |       |      |       |
| Alte Länder und West-Berlin | 48.128.370        | 37.828.790 | 78,6              | 46,4    | 44,3    | 37,5 | 35,7  | 06,8 | 10,6  | 5,5   | 4,8   | 00,0 | 00,3  | 2,0  | 2,3   | —    | 0,0   |
| Neue Länder und Ost-Berlin  | 12.308.190        | 09.167.125 | 74,5              | 42,8    | 41,8    | 25,4 | 24,3  | 11,7 | 12,9  | —     | 0,1   | 11,7 | 11,1  | 0,2  | 1,3   | 6,2  | 6,1   |

| Bundestagswahl in Westdeutschland 1990 %50403020100 44,335,710,64,80,34,3 UnionSPDFDPGrünePDSSonst.Gewinne und Verlusteim Vergleich zu 1987 %p 4 2 0 −2 −4± 0,0−1,3+1,5−3,5+0,3+3,0UnionSPDFDPGrünePDSSonst. | Bundestagswahl in Ostdeutschland 1990 %50403020100 41,824,312,911,16,212,7 CDUaSPDFDPcPDSBü90eDSUSonst.Gewinne und Verlusteim Vergleich zu Volkskammerwahl 1990 %p 8 6 4 2 0 −2 −4 −6−2,1+2,4+7,2−5,3+1,3−5,3+1,8CDUSPDFDPPDSBü90DSUSonst.Anmerkungen:a Bei der Volkskammerwahl CDU, DA und DBD getrenntc Bei der Volkskammerwahl Bund Freier Demokraten und NDPD getrennte Bei der Volkskammerwahl Bündnis 90 und Grüne Partei der DDR getrennt |

## Regierungsbildung
| Mögliche Koalitionen          | Sitze |
| ----------------------------- | ----- |
| Sitze gesamt                  | 662   |
| Zweidrittel-Mehrheit (ab 442) |       |
| CDU/CSU, SPD                  | 558   |
| Absolute Mehrheit (ab 332)    |       |
| CDU/CSU, FDP                  | 398   |

Am 17. Januar 1991 wurde Helmut Kohl vom Bundestag als Bundeskanzler wiedergewählt. Nach weiteren drei Wochen beschloss die Bundesregierung, die Steuern zwecks Finanzierung der deutschen Einheit deutlich zu erhöhen, was im Wahlkampf von den Regierungsparteien noch ausgeschlossen worden war.